# Polyrhabdoplana perforata
Polyrhabdoplana perforata är en plattmaskart som beskrevs av Tajika 1983. Polyrhabdoplana perforata ingår i släktet Polyrhabdoplana och familjen Otoplanidae. Inga underarter finns listade i Catalogue of Life.